# Tagebau Karsdorf
Der Tagebau Karsdorf liegt am Rande des Gemeindegebietes von Karsdorf in Sachsen-Anhalt. 1928 in Betrieb genommen, steigerte sich die Abbaumenge in den 1970er Jahren auf über 4 Millionen Tonnen im Jahr. Gegenwärtig (Stand 2019) werden dort jährlich etwa 2,5 Millionen Tonnen Muschelkalk abgebaut und anschließend im nahe gelegenen Zementwerk der Opterra GmbH, ein Tochterunternehmen der irischen Cement Roadstone Holding, verarbeitet.
Die Förderung erfolgt auf zwei Abbausohlen. Die obere Abbausohle ist ca. 30 Meter hoch und 900 Meter breit. Die untere Abbausohle misst ca. 25 Meter Höhe und 700 Meter Breite. Bei einer täglichen  Abbaumenge von 9.000 bis 10.000 Tonnen ergibt sich ein Abbaufortschritt von etwa 25 Meter pro Jahr. Alle zwei Jahre muss deshalb die Bandstraße vorgerückt werden.

## Abbaubetrieb
Der Muschelkalk wird im ersten Schritt im Großbohrloch-Sprengverfahren vorgelockert. Anschließend nehmen große Elektro-Seilbagger vom Typ Uralmasch EKG-5A das Material auf und geben es in die Brecher. Die etwa 450 Tonnen schweren Brecher, die ebenfalls mit einem Elektroantrieb ausgestattet sind, zerkleinern mit einer Leistung von 1088 PS den Muschelkalk und geben diesen an die Übergabe-Bandwagen weiter. Von dort gelangt das Material auf die 1,2 Meter breite Bandstraße und wird direkt zum Zementwerk befördert.